# Gare de Liverdun
Gare de Liverdun vasútállomás Franciaországban, Liverdun településen.

## Vasútvonalak
Az állomást az alábbi vasútvonalak érintik:
- Párizs-Strasbourg-vasútvonal

## Kapcsolódó állomások
A vasútállomáshoz az alábbi állomások vannak a legközelebb:
- Gare de Champigneulles
- Gare de Fontenoy-sur-Moselle
- Gare de Frouard
- Gare de Nancy-Ville
- Gare de Toul